# اتحاد أروبا لكرة القدم
تأسس اتحاد أروبا لكرة القدم في عام 1932م وانضم إلى الإتحاد الدولي لكرة القدم في 1988م وإنضم إلى اتحاد أمريكا الشمالية لكرة القدم في 1988م.

## روابط إضافية
- Official website
- Aruba at the FIFA website.